# Bisdom Sivagangai
Het bisdom Sivagangai (Latijn: Dioecesis Sivagangaiensis) is een rooms-katholiek bisdom met als zetel Sivaganga, in India. Het bisdom is suffragaan aan het aartsbisdom Madurai. 

## Geschiedenis
Het bisdom werd opgericht op 3 juli 1987, uit delen van het aartsbisdom Madurai.

## Parochies
Het bisdom had in 2020 een oppervlakte van 8.353 km² en telde 3.163.997 inwoners waarvan 5,7% rooms-katholiek was.

## Bisschoppen
- Edward Francis (3 juli 1987 - 1 september 2005)
- Jebalamai Susaimanickam (1 september 2005 - 25 september 2020; coadjutor sinds 1 april 2005)
  - Stephen Antony Pillai (apostolisch administrator: 4 juni 2021 - 26 november 2023)
- Lourdu Anandam (21 september 2023 - heden)

## Galerij van afbeeldingen

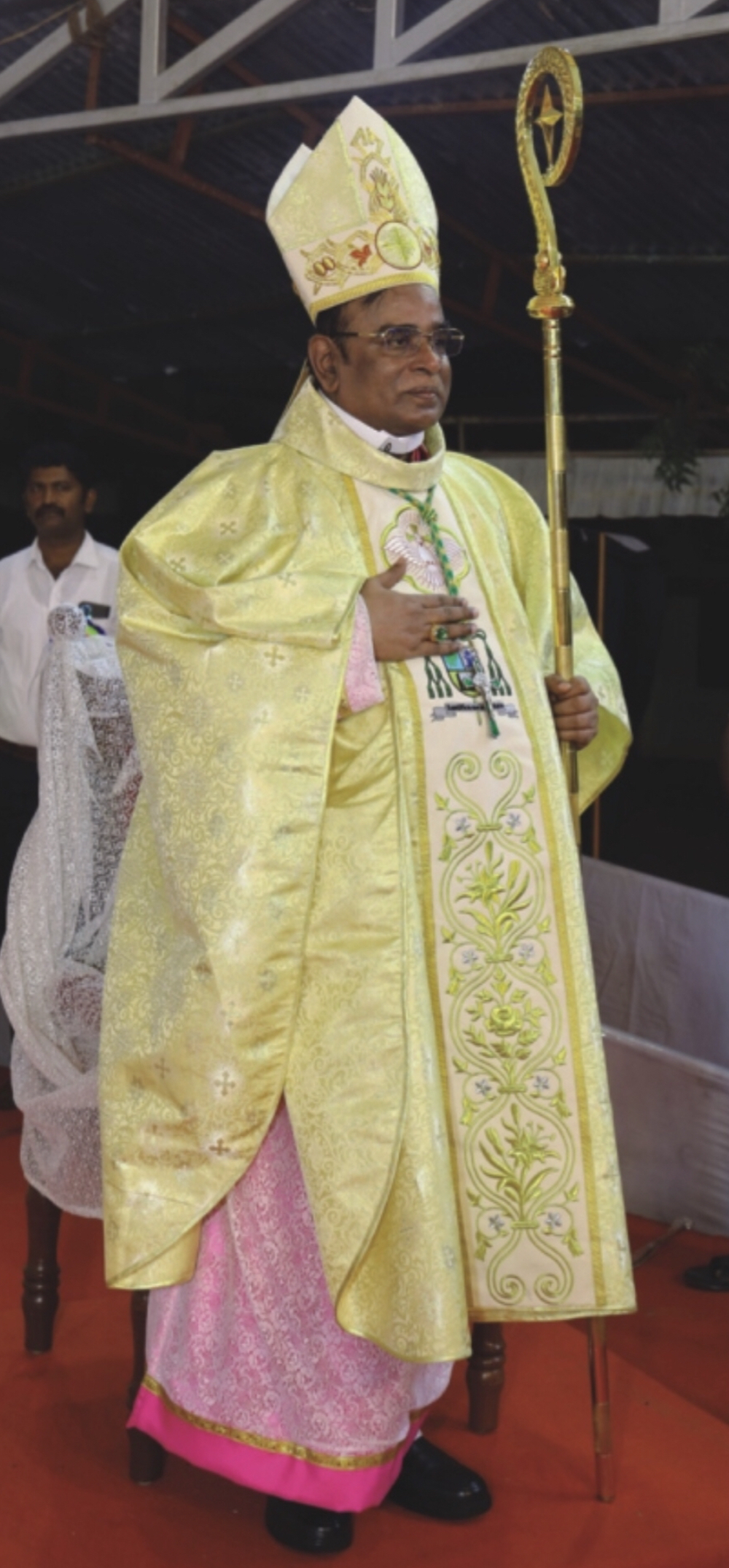
Bisschop Lourdu Anandam (2023-heden)
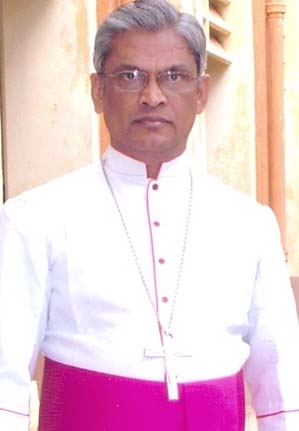
Bisschop Jebalamai Susaimanickam (2005-2020)

Madurai (aartsbisdom) · Dindigul · Kottar · Kuzhithurai · Palayamkottai · Sivagangai · Tiruchirapalli · Tuticorin